# Ambulycini
Tribu
La tribu des Ambulycini regroupe des lépidoptères (papillons) de la famille des Sphingidae, de la sous-famille des Smerinthinae.

## Répartition
Les genres sont répandus en Extrême-Orient, dans le sud du continent africain, sur le continent américain.

## Systématique
- La tribu des Ambulycini a été décrite par l'entomologiste britannique Arthur Gardiner Butler en 1876.

### Taxinomie

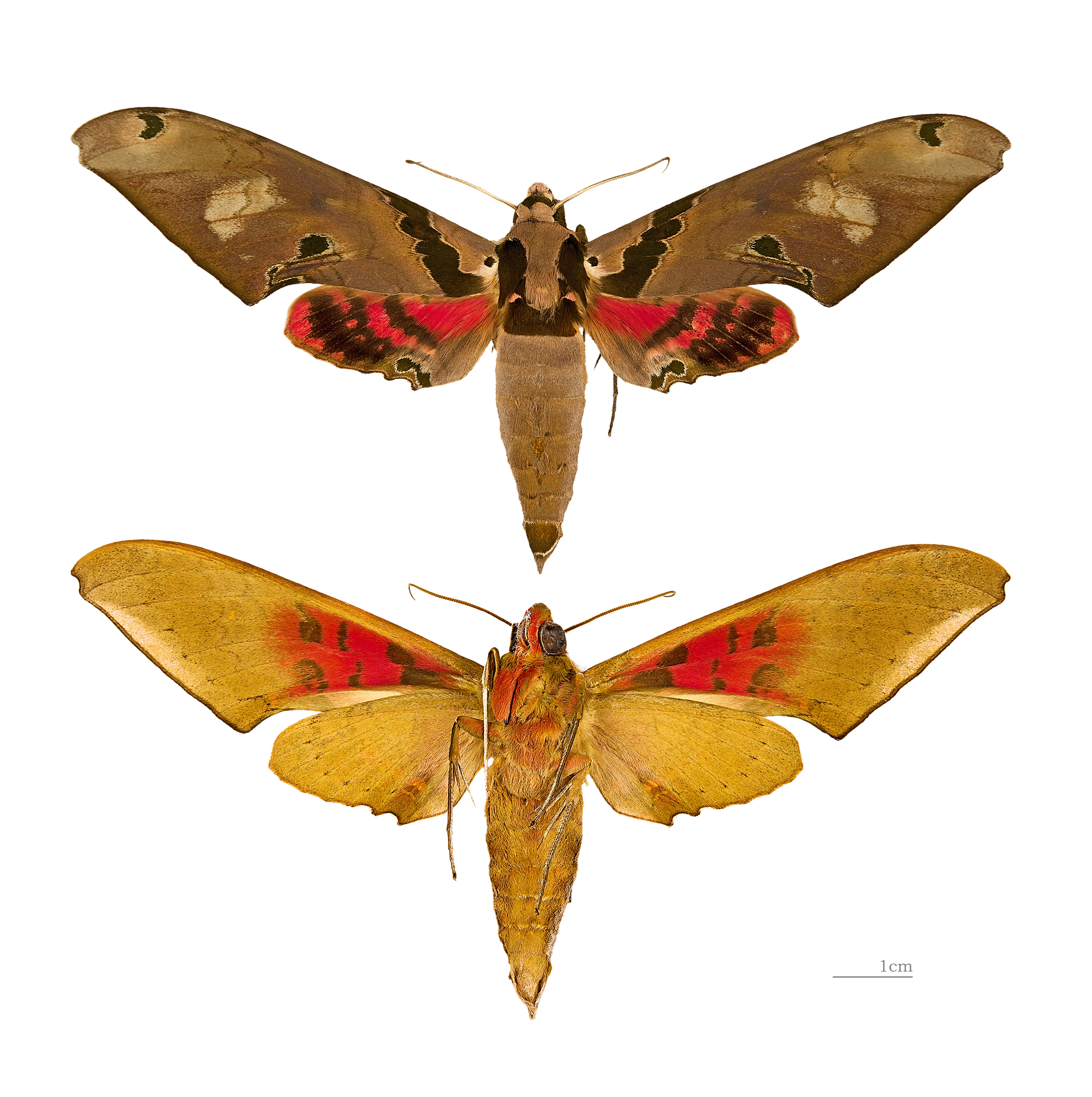
Adhemarius
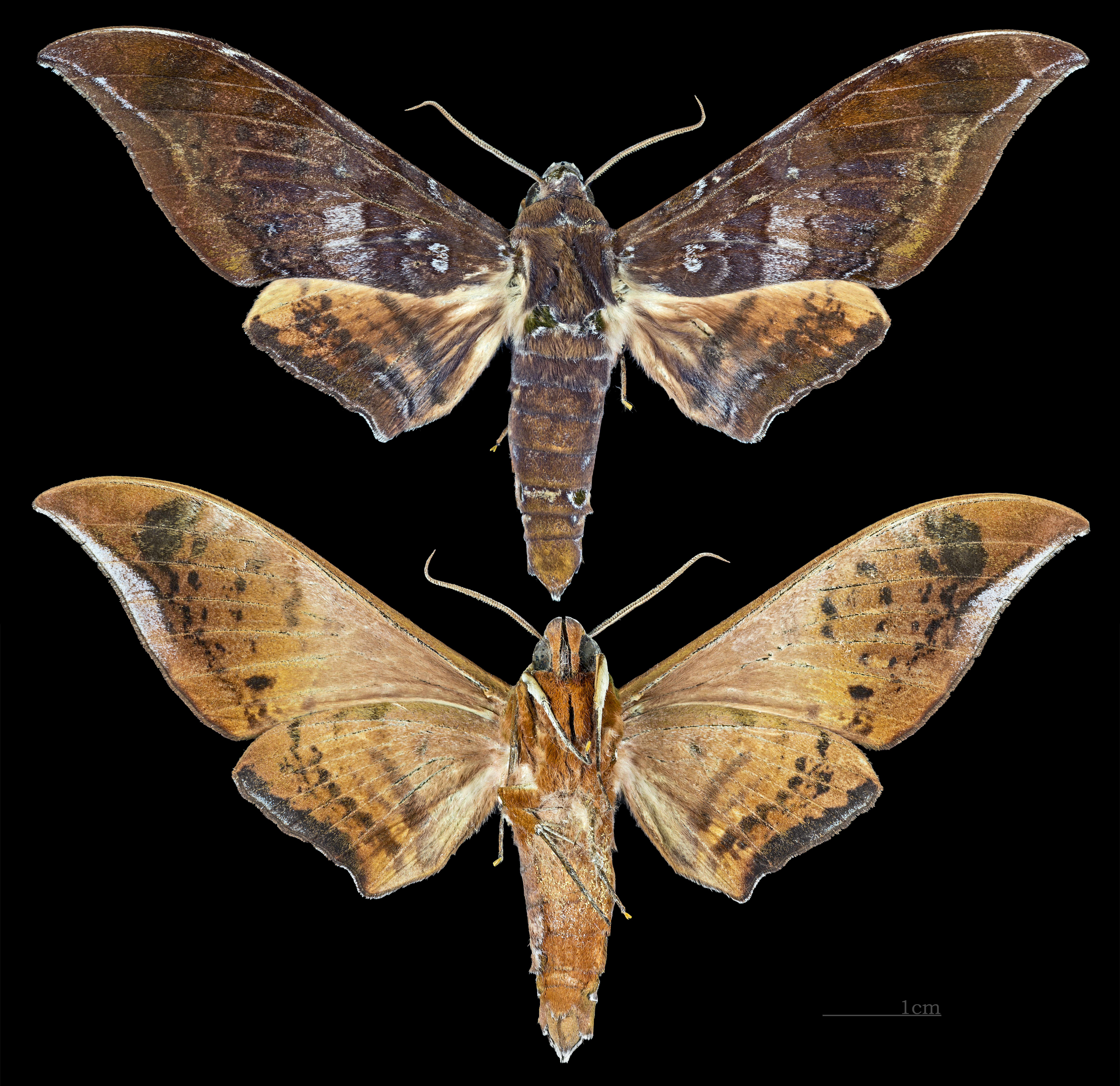
Ambulyx
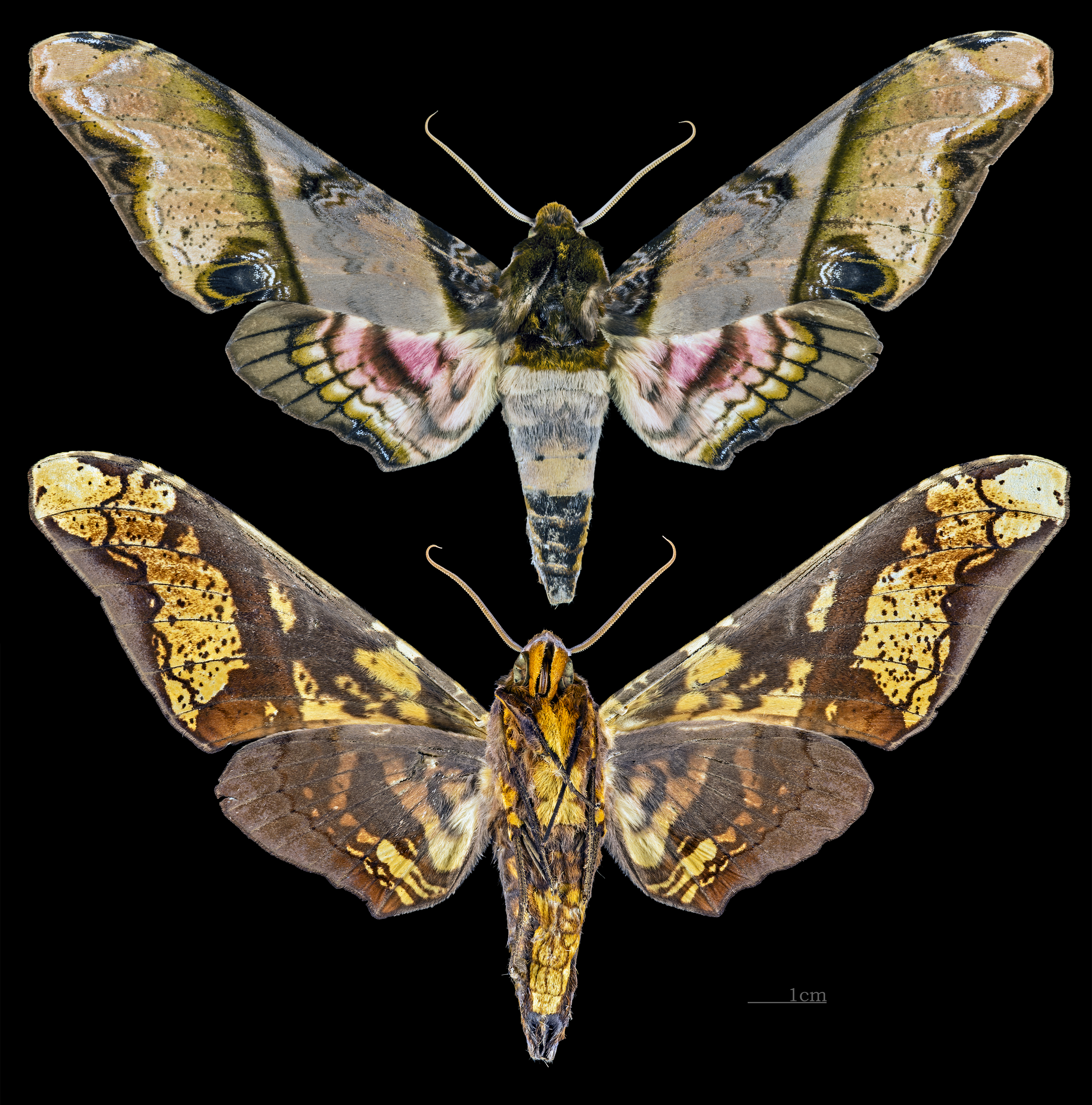
Amplypterus
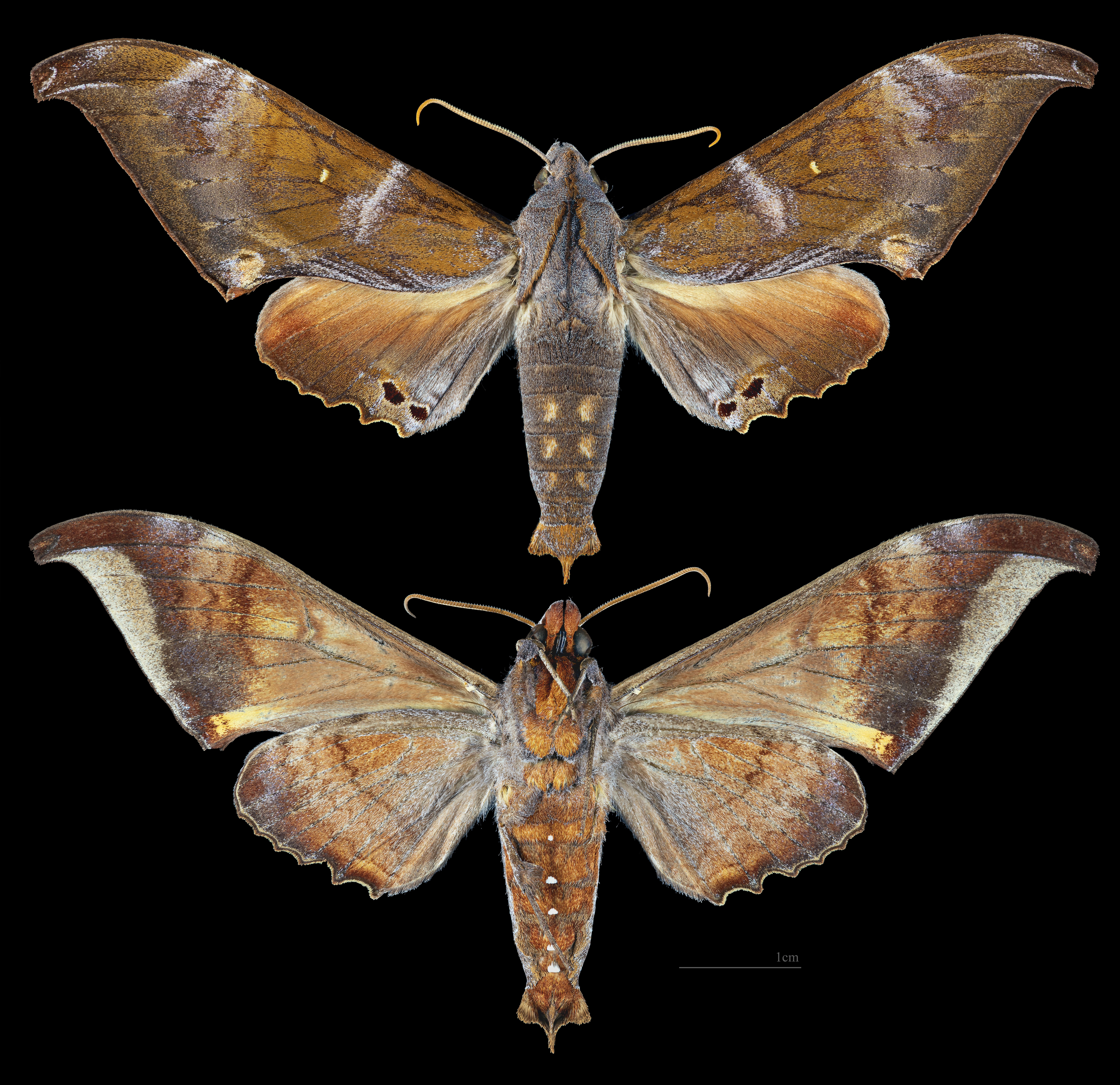
Barbourion
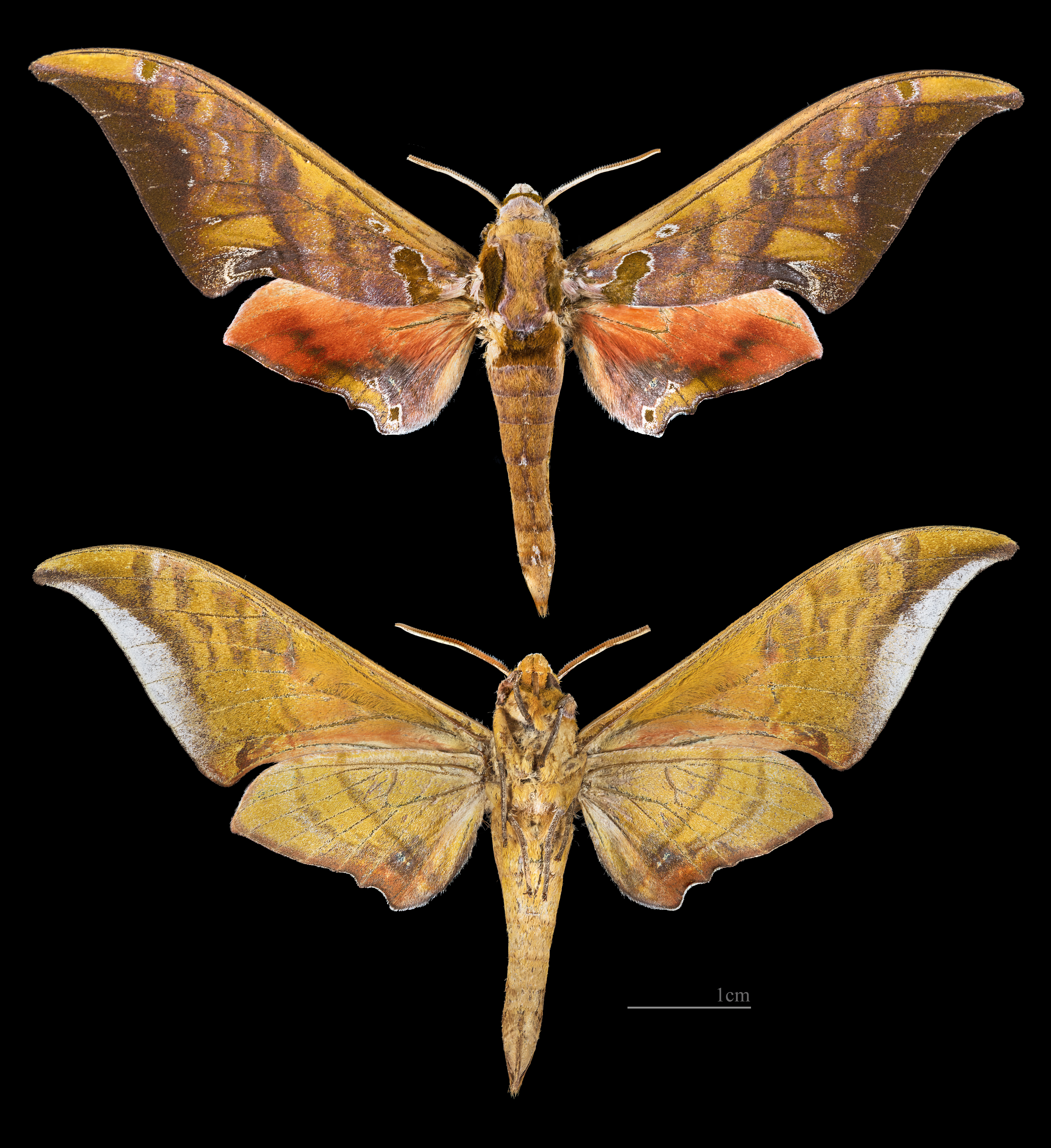
Orecta
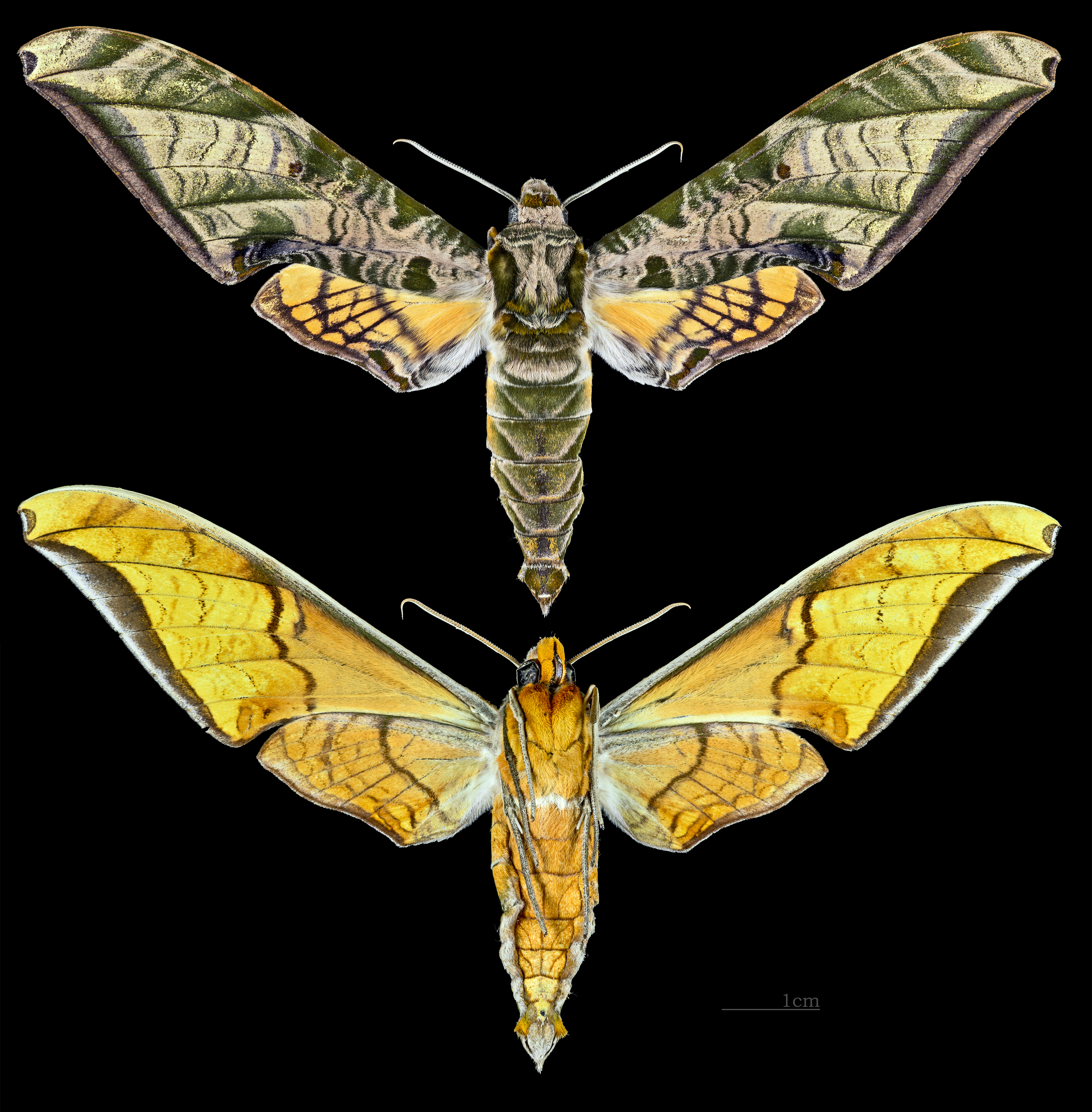
Protambulyx
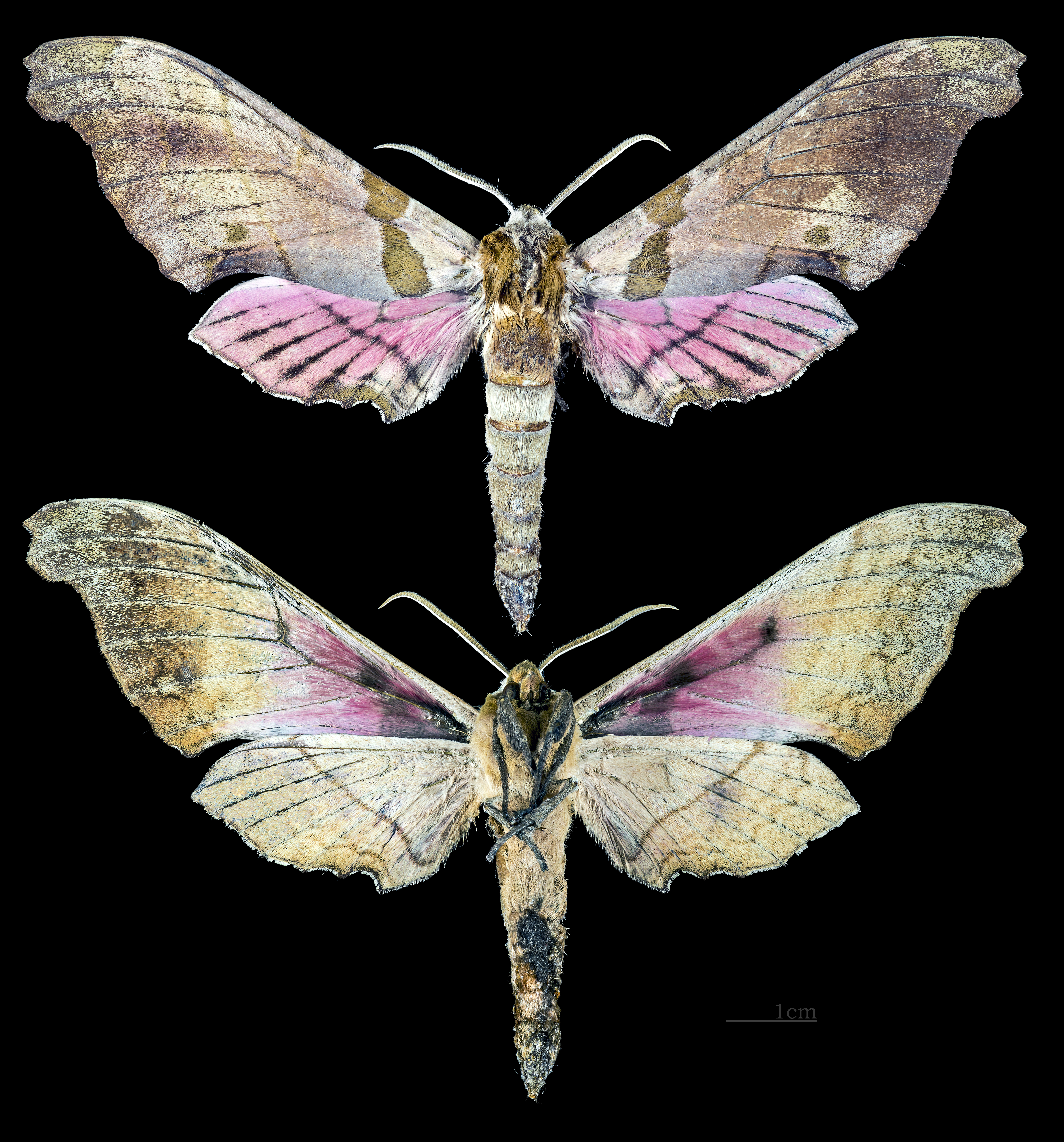
Trogolegnum

Liste des genres
Selon BioLib (20 avril 2019) :
- Adhemarius Oitiaca, 1939
- Akbesia Rothschild & Jordan, 1903
- Ambulyx Westwood, 1847
- Amplypterus Hübner, 1819
- Barbourion Clark, 1934
- Batocnema Rothschild & Jordan, 1903
- Compsulyx Holloway, 1979
- Orecta Rothschild & Jordan, 1903
- Protambulyx Rothschild & Jordan, 1903
- Trogolegnum Rothschild & Jordan, 1903

- Adhemarius
- Ambulyx
- Amplypterus
- Barbourion
- Orecta
- Protambulyx
- Trogolegnum